# Łęcza
Łęcza (Lenka, niem. Lenze) — rzeka w województwie lubuskim, lewobrzeżny dopływ Kanału Postomskiego o długości 23,9 km. Nad Łęczą leżą miejscowości Ośno Lubuskie i Słońsk. Dzięki zjawisku bifurkacji część wody z rzeki Ilanka płynie Łęczą do Postomii, a następnie do Warty.